# Sjælland-Occidental
Pour les articles homonymes, voir Sjælland.
L'amt du Sjælland-Occidental était un des amter du Danemark (département).

## Liste des municipalités
L'amt du Sjælland-Occidental était composé des municipalités suivantes :
| - Bjergsted - Dianalund - Dragsholm - Fuglebjerg - Gørlev - Hashøj - Haslev - Holbæk (commune) - Hvidebæk - Høng - Jernløse - Kalundborg Kommune (da) | - Korsør Kommune (da) - Nykøbing-Rørvig - Ringsted - Skælskør Kommune (da) - Slagelse Kommune (1970-2006) (da) - Sorø - Stenlille - Svinninge Kommune (da) - Tornved - Trundholm - Tølløse |